# Clytiomya modesta
Clytiomya modesta är en tvåvingeart som först beskrevs av Carl Ludwig Doleschall 1858.  Clytiomya modesta ingår i släktet Clytiomya och familjen parasitflugor. Inga underarter finns listade i Catalogue of Life.